# Kon Kham
Re Kon Kham, traslitterato anche Konekham, il cui titolo ufficiale fu Samdach Brhat-Anya Chao Kunikama (Mueang Sua, ... – Khok Heua, 1432), è stato il sesto sovrano del Regno di Lan Xang, la cui capitale era Mueang Sua (detta anche Xieng Thong), l'odierna Luang Prabang, nel Laos settentrionale.
Divenne re nel 1430 dopo la morte del suo predecessore, il nipote Yukhon, vittima di un complotto di corte. La sua sorte fu simile a quella dei suoi due predecessori e fu assassinato 18 mesi dopo la sua ascesa al trono.
Le cronache che lo menzionano provengono dagli antichi annali di Lan Xang, di Lanna, di Ayutthaya e di Birmania, che differiscono tra loro. Gli annali di Lan Xang furono tradotti in altre lingue ed interpretati in diversi modi, dando luogo a controversie sull'attendibilità dei riferimenti storici. La principale tra le critiche che determinarono il cambiamento del testo originale, fu dettata dalla convinzione che molti degli avvenimenti storici fossero stati omessi o distorti nell'edizione originale a maggior gloria del regno. Gli avvenimenti e le date relative alla vita di Kon Kham non sono quindi pienamente attendibili, anche per la difficoltà che ebbero gli storiografi a registrare l'incalzante susseguirsi degli avvenimenti di questo periodo oscuro di Lan Xang.

## Biografia
Era il quarto figlio di re Samsenthai, l'unico che ebbe con la regina Noi On So, figlia del re di Lanna. Prima di divenire sovrano di Lan Xang, fu governatore del Principato di Xieng Sa. Salì al trono nel 1430, ereditando dal nipote Yukhon (figlio del fratellastro Lan Kham Deng) uno Stato in gravi condizioni di instabilità, al cui interno fazioni dell'aristocrazia si disputavano il potere. Il suo regno fu dominato dalla cortigiana Maha Devi (letteralmente: "Grande dea"), un membro della famiglia reale che aveva acquisito crescente importanza durante il regno di Lan Kham Deng. Era stata la mandante degli assassinii dei Re Phommathat e Yukhon, che avevano ostacolato le sue brame di potere.
Kon Kham fu scelto come sovrano per l'intercessione di Maha Devi, che intendeva farne un fantoccio di cui disporre a piacimento. Fu a sua volta vittima di un complotto ordito dalla stessa Maha Devi, che lo fece assassinare nel 1432 in una località chiamata Khok Heua (o Kok Rua). Morì dopo soli 18 mesi di regno, durante i quali non furono registrati altri eventi rilevanti. L'aristocrazia della capitale nominò suo successore il governatore del Principato di Pak Huei Luang, il principe Kham Tam, fratellastro di Kon Kham.

## Crisi del regno
Le tragiche morti di Phommathat, Yukhon e Kon Kham furono solo alcuni dei gravi episodi che insanguinarono il paese in quegli anni. La sfrenata ambizione di Maha Devi aveva destabilizzato l'armonia che aveva contraddistinto la corte di Lan Xang fino al regno di Lan Kham Deng, ed avrebbe in seguito provocato altri eventi luttuosi, tra cui la morte di altri monarchi di Lan Xang. Sarebbe riuscita a diventare la prima donna sovrano di Lan Xang quando ormai aveva più di 90 anni, attorno al 1440, ma il suo regno durò poco. Decisi a porre fine ai suoi soprusi, membri della nobiltà fecero uccidere lei ed il giovane marito, per poi mettere a capo dello stato un consiglio formato da alti prelati.
Un altro elemento che contribuì ai luttuosi eventi, fu la frattura che avvenne a corte fra la fazione alleata ai siamesi del Regno di Ayutthaya e quella alleata all'Impero Khmer. La prima si era creata quando il re di Ayutthaya Ramathibodi I aveva fatto sposare negli anni 60 del secolo precedente la figlia Nang Keo Lot Fa a Fa Ngum, il fondatore di Lan Xang. Tale fazione era costituita dagli aristocratici fedeli alla tradizione della corte del Regno di Mueang Sua, che erano stati messi in secondo piano da Fa Ngum.
La seconda fazione era legata alla corte khmer, che era stata fondamentale nell'unificazione del paese con l'appoggio militare ed economico fornito per la campagna militare che portò alla fondazione di Lan Xang. Alcuni storiografi ipotizzano che l'adesione di Fa Ngum alla causa khmer ed il conflitto tra le due fazioni avesse influito sulla destituzione e l'esilio dello stesso sovrano, incapace di gestire la situazione nei suoi ultimi anni di vita. Nel 1431, il già declinante Impero Khmer aveva subito la distruzione della capitale Angkor Thom da parte delle armate di Ayutthaya e la corte si era spostata a sud-est nella zona dell'odierna Phnom Penh. Tale evento aveva posto fine all'influenza dei khmer nel sudest asiatico.